# 민호
민호(본명: 최민호 , 본명 한자: 崔珉豪, 본래 1992년 1월 13일 음력 1991년 12월 9일 ~ )는 대한민국의 가수, 배우로 남성 그룹 샤이니에서 메인래퍼, 서브보컬을 맡고 있다.

## 생애 및 경력

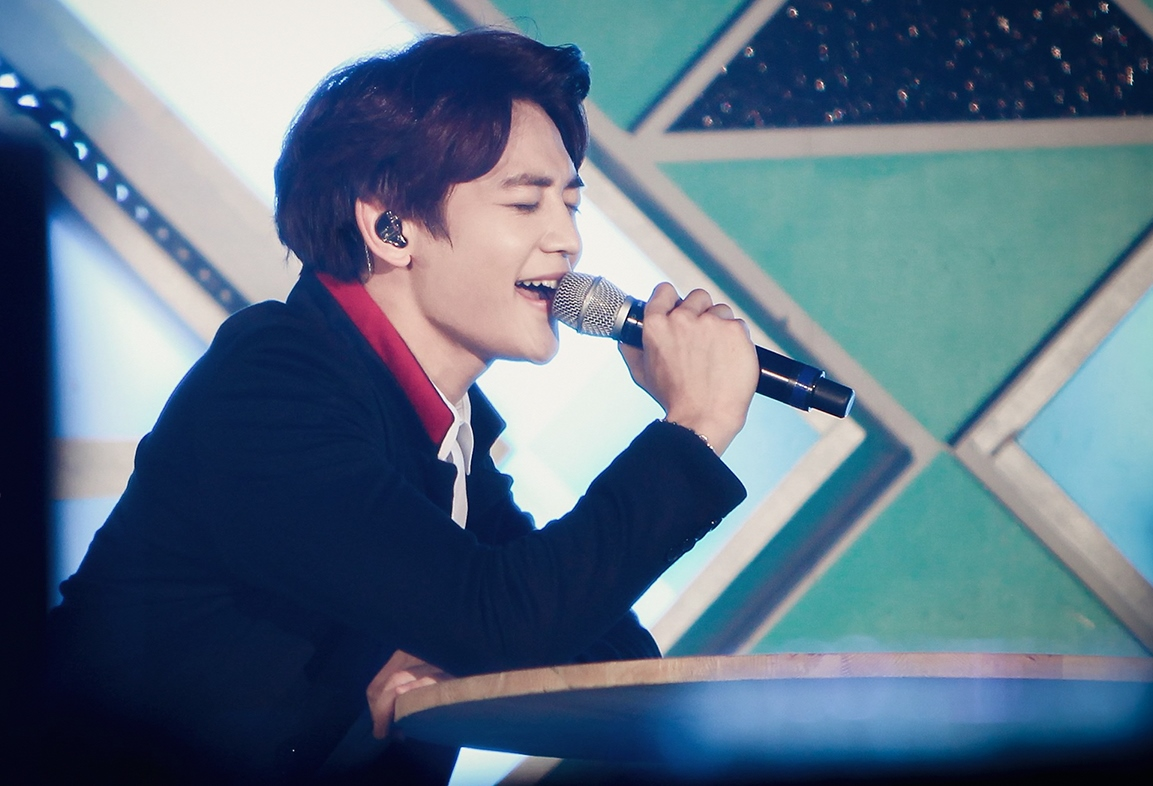
2013년, SMTOWN WEEK에서 민호.

- 본래 1992년 1월 13일 음력 1991년 12월 9일 인천광역시 연수구에서 2남 중 막내로 태어났다.

- 그의 아버지는 축구감독 최윤겸이다.[1]

- 연성초·중학교를 졸업하고 연수고등학교에 입학했으나, 연습생 시기에 맞추어 건국대학교 사범대학 부속고등학교로 전학을 가 2010년 2월 10일에 졸업하였다.

- 2006년 길거리 캐스팅으로 선발되어 2년 동안의 연습 기간을 지나 샤이니 데뷔에 이르렀다.

- 2006년과 2007년에 걸쳐서 중국 북경으로 어학연수를 다녀왔다.

- 2008년에는 샤이니의 의상을 담당한 디자이너 앙드레 김과 하상백의 모델 활동을 하였다.

- 민호는 가수 활동과 동시에 《출발드림팀 시즌 2》, 《스타킹》과 《백점만점》 등의 예능 프로그램에서 고정 패널로 출연하였으며, 2010년부터 2011년까지 《쇼! 음악중심》 MC로도 활약하였다.

- 2010년에는 건국대학교 정시모집에 합격해 2015년 예술문화대학 예술학부 영화전공으로 졸업하였다.

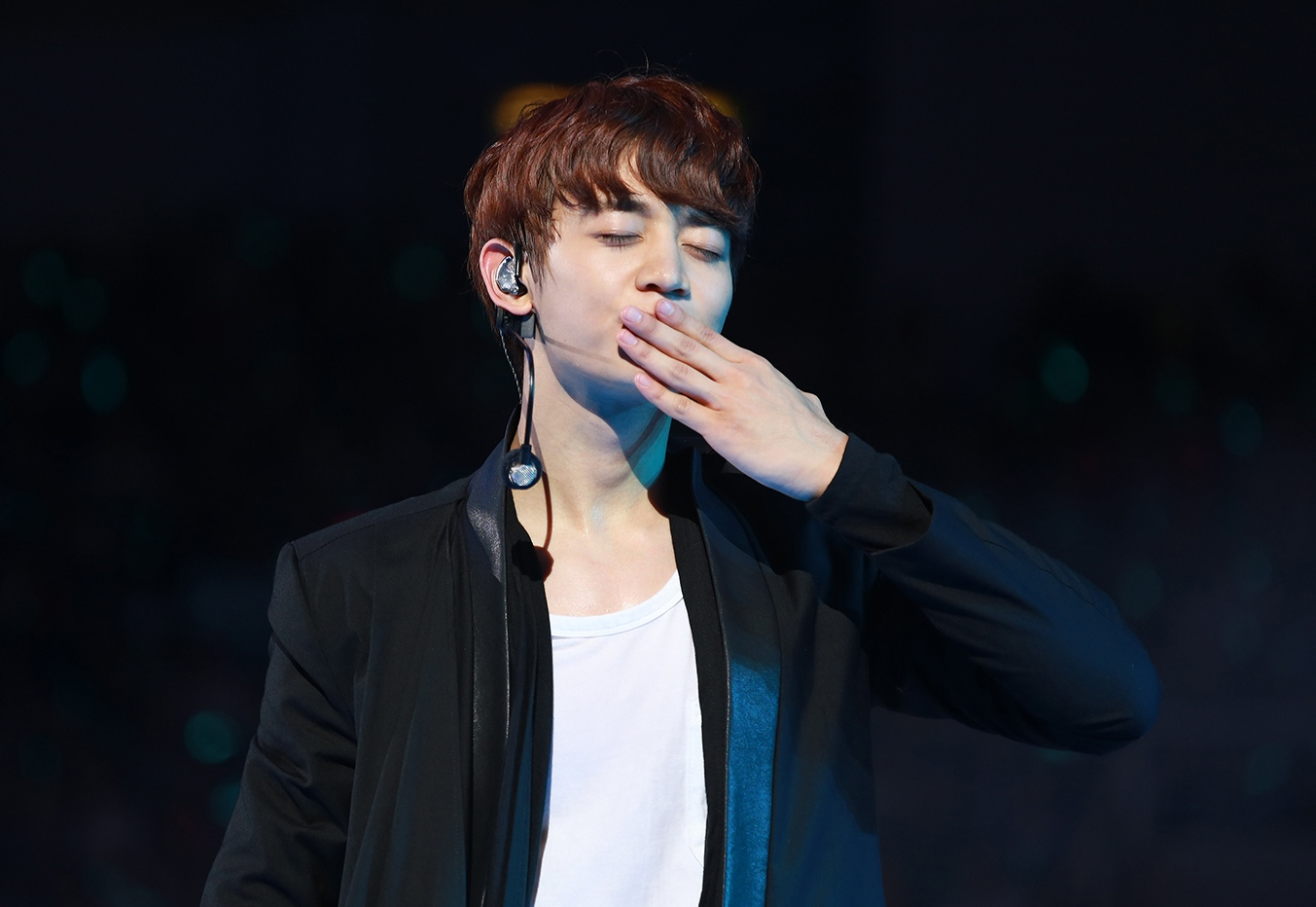
2014년, SHINee World Concert에서 민호.

- 민호는 2010년 단막극 《피아니스트》로 연기자로 데뷔하였고, 시트콤 《도롱뇽 도사와 그림자 조작단》과, 미니시리즈 《아름다운 그대에게》 남자 주인공을 연기했다.

- 2013년에는 《맘마미아》와 《쇼! 음악중심》 MC로 다시 발탁되어 2013년부터 2015년에 걸쳐 진행자로 활약하였고, 미니시리즈 《메디컬 탑팀》에서는 첫 의학드라마에 도전해 의사 역할을 연기했다.

- 2015년에는 드라마 《처음이라서》에 태오 역할로 출연하였다.

- 예능과 드라마 외에도 영화로 활동 분야를 넓혀 영화 《계춘할망》에 캐스팅되어 '한이' 역을 맡아 스크린 데뷔를 하였다.

- 아울러 영화 《두 남자》에서 가출 청소년 '진일' 역을 맡아 마동석과 함께 액션 연기를 펼쳤다.
- 2015년 MBC 방송연예대상에서 뮤직 • 토크 부분에서 우수상을 수상하였다.

- 드라마 《화랑》에 출연했다.

- 민호는 신라 최고의 진골 귀족 집안의 후계자로 태어날 때부터 뼛속 깊이 이식된 자신감으로 웬만한 장애물과 안티 세력도 능청으로 이겨내는 낙관주의자인 '수호' 역할을 맡았다.

- JTBC 웹드라마 《어쩌다 18》에 남자주인공 '오경휘' 역할로 출연했다.

- tvN 4부작 토일드라마 《세상에서 가장 아름다운 이별》에서 막내 아들 '정수' 역할로 출연했다.

- 2018년 2월에 개봉한 영화 궁합에도 출연했다.

- 2019년 2월 16일부터 서울을 시작으로 단독 아시안 팬미팅 투어 "best choi's Minho"를 개최하였다.

- 도쿄, 방콕, 타이페이를 거쳐 서울에서 다시 마무리한 후, 2019년 3월 28일 군 입대를 앞두고 SM station을 통해 첫번째 솔로 곡인 "I'm home(그래)"를 발표했다.

- 2019년 4월 15일, 본인의 평소 바람대로 해병대에 입대했다.

- 2020년 11월 15일 전역후 2021년 9월 8일부터 12월 8일까지 매주 수요일, 금요일 밤 10시에 민호가 메인 호스트로 진행한 네이버 나우 오디오 쇼를 진행 하였다.

### 학력
- 인천연성초등학교 (졸업)
- 연성중학교 (졸업)
- 건국대학교 사범대학 부속고등학교 (졸업)
- 건국대학교 예술학부 영화 전공 (학사)
- 건국대학교 예술디자인대학원 영화연기학과(석사)